# الرفايع (محافظة الطائف)
مركز الرفايع أحد المراكز الإدارية التابعة لمحافظة الطائف في منطقة مكة المكرمة.

## المركز
يبعد المركز عن محافظة الطائف 350 كيلو متر بإتجاه الشمال الغربي، نوع الطريق سهل. خدمات التعليم: يوجد في المركز مدرسة الرفايع الابتدائية ومدرسة الرفايع المتوسطة ومدرسة الرفايع الثانوية (بنين)، ومدرسة الرفايع الابتدائية ومدرسة الرفايع المتوسطة (بنات). ومركز الرفايع للرعاية الصحية الأولية. بالإضافة لوجود مركز إداري وخدمة بريد.